# Bridgeport (Alabama)
 For alternative betydninger, se Bridgeport. (Se også artikler, som begynder med Bridgeport)
Bridgeport er en by i den nordøstlige del af delstaten Alabama i USA. Byen har 2.264 (2020) indbyggere og ligger i det amerikanske county Jackson County.

## Ekstern henvisning
- Wikimedia Commons har flere filer relateret til Bridgeport (Alabama)